# Bee Gees' 1st
Albums de Bee Gees
Spicks and Specks
(1966) Horizontal
(1968)
Bee Gees' 1st est le troisième album des Bee Gees, et leur premier sorti dans le monde entier (leurs deux premiers n'étant parus qu'en Australie). Il est paru en juillet 1967. L'album est de style pop-folk, et certains titres adoptent un style plus psychédélique. Les trois frères Gibb, alors âgés de 17 à 20 ans, jouent avec Vince Melouney et Colin Petersen. L'album s'est classé à la 8e place des charts en Angleterre et à la 7e place aux États-Unis.

## Titres
Toutes les chansons sont de Barry et Robin Gibb, sauf indication contraire.
1. Turn of the Century – 2:25
2. Holiday – 2:54
3. Red Chair, Fade Away – 2:19
4. One Minute Woman – 2:17
5. In My Own Time – 2:14
6. Every Christian Lion-Hearted Man Will Show You (B. Gibb, R. Gibb, M. Gibb) – 3:39
7. Craise Finton Kirk Royal Academy of Arts – 2:18
8. New York Mining Disaster 1941 – 2:10
9. Cucumber Castle – 2:04
10. To Love Somebody – 3:01
11. I Close My Eyes (B. Gibb, R. Gibb, M. Gibb) – 2:23
12. I Can't See Nobody – 3:45
13. Please Read Me – 2:17
14. Close Another Door (B. Gibb, R. Gibb, M. Gibb) – 3:29

## Musiciens
- Barry Gibb : chant, guitare
- Robin Gibb : chant
- Maurice Gibb : chant, basse, piano, orgue, clavecin, mellotron, guitare
- Vince Melouney : guitare
- Colin Petersen : batterie